# Roberto Crivello
Roberto Crivello (Palermo, 14 settembre 1991) è un calciatore italiano, difensore dell'Athletic Club Palermo.

## Biografia
È nato e cresciuto a Palermo nel quartiere  di Mondello.

## Caratteristiche tecniche
Soprannominato El Tractor, come Javier Zanetti, Crivello è un sinistro naturale, possiede una buona capacità di corsa, gioca prevalentemente come terzino sinistro, ma essendo duttile tatticamente, può agire all'occorrenza anche da difensore centrale.

## Carriera
Cresciuto calcisticamente nelle giovanili della Tieffe, viene notato dagli osservatori della Juventus con la quale vince da titolare il Torneo di Viareggio nel 2010.
Nel gennaio 2011 viene acquistato dal Gela, esordendo tra i professionisti in occasione di un pareggio a reti bianche contro il Barletta. A fine campionato totalizza appena 2 presenze stagionali.
Nella stagione seguente passa al San Marino in Lega Pro Seconda Divisione dove ottiene la promozione in Prima, categoria nella quale milita nel campionato 2012-2013.
Nell'estate 2013, dopo avere rescisso il suo contratto col San Marino, si trasferisce al Frosinone, dove alla prima stagione ottiene la promozione in Serie B dopo i play-off. Nel campionato seguente contribuisce alla prima storica promozione in Serie A dei ciociari, con la cui maglia esordisce in massima serie il 23 agosto 2015 in occasione di Frosinone-Torino (1-2). Rimarrà in Ciociaria anche nelle due stagioni successive, ottenendo la seconda promozione in Serie A della sua carriera dopo aver vinto i playoff contro il Palermo, squadra della sua città. In questa stagione ha siglato, nel giro di due mesi, gli unici goal della sua carriera: in Coppa Italia all’Udinese e in Serie B al Cittadella e alla Salernitana.
È considerato uno dei giocatori più rappresentativi del Frosinone, avendo giocato 122 partite contribuendo attivamente alla scalata dalla Serie C alla Serie A.
Il 1º agosto 2018 viene ingaggiato dallo Spezia con cui firma un contratto biennale. Con il tecnico Pasquale Marino trova poco spazio, collezionando appena 9 presenze stagionali.
Il 22 agosto 2019 rescinde il contratto col club ligure, dal 23 agosto 2019 è un difensore del Palermo.
Esordisce in maglia rosanero il primo settembre successivo, in occasione della prima giornata di campionato a Marsala (Marsala Palermo 0-1).
In occasione del derby vinto contro l’FC Messina (2-0) ha indossato, per la prima volta dal primo minuto, la fascia da capitano (complici le assenze di Santana e Martinelli).
Chiude la stagione (interrotta a marzo a causa della pandemia di COVID-19 del 2019-2021) con 23 presenze tra campionato e Coppa Italia Serie D. Si mette in luce come uno dei leader della squadra, contribuendo alla promozione in Serie C. 
Nella prima parte della stagione seguente gioca abitualmente titolare con la fascia da capitano, ma con l’avvento di Giacomo Filippi in panchina, perde il posto e colleziona un minor minutaggio, fino ad essere messo fuori rosa per la stagione successiva.
Il 30 ottobre 2021, il tecnico Filippi annuncia in una conferenza stampa, il suo reintegro in prima squadra.
Nel giugno 2022 conquista la promozione in Serie B con il Palermo, vincendo entrambe le gare dei play-off contro il Padova. Per Crivello si tratta della sesta promozione conquistata in carriera.
La stagione successiva, il 6 gennaio 2023, dopo una prima parte di stagione passata tra le seconde linee dei rosanero, si trasferisce in prestito fino a fine stagione proprio al Padova. Esordisce subito da titolare il successivo 8 gennaio, nel pareggio per 1-1 in casa del L.R. Vicenza. Con i biancoscudati colleziona 14 presenze tra campionato e playoff.
Dopo alcuni mesi di inattività, il 31 gennaio 2024 viene ingaggiato dal Monterosi Tuscia, militante in terza serie. Esordisce il 10 febbraio nel pareggio interno (1-1) contro il Potenza, servendo l'assist del momentaneo 1-0. Con i laziali colleziona 10 presenze tra campionato e playout.
Il 14 settembre 2024 viene ufficializzato il suo passaggio all'Athletic Club Palermo, formazione militante nel campionato di Eccellenza. Esordisce in campionato il giorno successivo, alla prima giornata, in occasione della vittoria per 5-1 contro la Folgore Castelvetrano.

## Statistiche
Statistiche aggiornate al 4 maggio 2025.
| Stagione          | Squadra               | Campionato        | Campionato | Campionato | Coppe nazionali | Coppe nazionali | Coppe nazionali | Coppe continentali | Coppe continentali | Coppe continentali | Altre coppe                   | Altre coppe | Altre coppe | Totale | Totale |
| Stagione          | Squadra               | Comp              | Pres       | Reti       | Comp            | Pres            | Reti            | Comp               | Pres               | Reti               | Comp                          | Pres        | Reti        | Pres   | Reti   |
| ----------------- | --------------------- | ----------------- | ---------- | ---------- | --------------- | --------------- | --------------- | ------------------ | ------------------ | ------------------ | ----------------------------- | ----------- | ----------- | ------ | ------ |
| gen.-giu. 2011    | Gela                  | 1D                | 2          | 0          | -               | -               | -               | -                  | -                  | -                  | -                             | -           | -           | 2      | 0      |
| 2011-2012         | San Marino            | 2D                | 26         | 0          | CI-LP           | 1+?             | 0               | -                  | -                  | -                  | -                             | -           | -           | 27+    | 0      |
| 2012-2013         | San Marino            | 1D                | 22         | 0          | CI              | 1               | 0               | -                  | -                  | -                  | -                             | -           | -           | 23     | 0      |
| Totale San Marino | Totale San Marino     | Totale San Marino | 48         | 0          |                 | 2+?             | 0               |                    | -                  | -                  |                               | -           | -           | 50+    | 0      |
| 2013-2014         | Frosinone             | 1D                | 21+4       | 0          | CI+CI-LP        | 3+0             | 0               | -                  | -                  | -                  | -                             | -           | -           | 28     | 0      |
| 2014-2015         | Frosinone             | B                 | 29         | 0          | CI              | 1               | 0               | -                  | -                  | -                  | -                             | -           | -           | 30     | 0      |
| 2015-2016         | Frosinone             | A                 | 17         | 0          | CI              | 1               | 0               | -                  | -                  | -                  | -                             | -           | -           | 18     | 0      |
| 2016-2017         | Frosinone             | B                 | 20+2       | 0          | CI              | 2               | 0               | -                  | -                  | -                  | -                             | -           | -           | 24     | 0      |
| 2017-2018         | Frosinone             | B                 | 16+4       | 2          | CI              | 2               | 1               | -                  | -                  | -                  | -                             | -           | -           | 22     | 3      |
| Totale Frosinone  | Totale Frosinone      | Totale Frosinone  | 103+10     | 2          |                 | 9               | 1               |                    | -                  | -                  |                               | -           | -           | 122    | 3      |
| 2018-2019         | Spezia                | B                 | 9          | 0          | CI              | 0               | 0               | -                  | -                  | -                  | -                             | -           | -           | 9      | 0      |
| 2019-2020         | Palermo               | D                 | 22         | 0          | CI-D            | 1               | 0               | -                  | -                  | -                  | -                             | -           | -           | 23     | 0      |
| 2020-2021         | Palermo               | C                 | 24         | 0          | -               | -               | -               | -                  | -                  | -                  | -                             | -           | -           | 24     | 0      |
| 2021-2022         | Palermo               | C                 | 16+6       | 0          | CI-C            | 1               | 0               | -                  | -                  | -                  | -                             | -           | -           | 23     | 0      |
| 2022-gen. 2023    | Palermo               | B                 | 6          | 0          | CI              | 2               | 0               | -                  | -                  | -                  | -                             | -           | -           | 8      | 0      |
| Totale Palermo    | Totale Palermo        | Totale Palermo    | 68+6       | 0          |                 | 4               | 0               |                    | -                  | -                  |                               | -           | -           | 78     | 0      |
| gen.-giu. 2023    | Padova                | C                 | 12+2       | 0          | CI-C            | 0               | 0               | -                  | -                  | -                  | -                             | -           | -           | 14     | 0      |
| gen.-giu. 2024    | Monterosi Tuscia      | C                 | 9+1        | 0          | -               | -               | -               | -                  | -                  | -                  | -                             | -           | -           | 10     | 0      |
| 2024-2025         | Athletic Club Palermo | Ecc.              | 21         | 0          | CI-Ecc.         | 4               | 0               |                    |                    |                    | Supercoppa Eccellenza Sicilia | 1           | 0           | 26     | 0      |
| Totale carriera   | Totale carriera       | Totale carriera   | 291        | 2          |                 | 19+?            | 1               |                    | -                  | -                  |                               | 1           | 0           | 311+   | 3      |

## Palmares

### Club

#### Competizioni giovanili
- Torneo di Viareggio: 1

Juventus: 2010

#### Competizioni interregionali
- Serie D: 1

Palermo: 2019-2020 (girone I)

#### Competizioni regionali
- Eccellenza: 1

Athletic Club Palermo: 2024-2025 (girone A)